# Presidente Sarney
Presidente Sarney is een gemeente in de Braziliaanse deelstaat Maranhão. De gemeente telt 16.325 inwoners (schatting 2009).